# Joel Phillip
Joel Japheth Phillip (ur. 12 września 1987) – grenadyjski lekkoatleta specjalizujący się w biegach na 400 metrów. Reprezentował Grenadę na igrzyskach olimpijskich w 2008 w biegu na 400 m, gdzie odpadł w eliminacjach. Jego rekordem życiowym na 400m jest wynik 45,29s uzyskany 17 maja 2008 w Tempe w Arizonie.